# Johan Theorin
Johan Theorin (3 de Setembro de 1963, Gotemburgo) é um escritor e jornalista sueco.

## Biografia
Ele passou grande parte da sua infância na ilha de Öland, Suécia, onde o seu romance de estreia acontece, o Skumtimmen (A Hora das Sombras (título em Portugal) ou Ecos dos Mortos (título no Brasil)), esse livro foi publicado em 30 países e galardoado com inúmeros prêmios, entre eles o de Melhor Livro Sueco de 2009 e foi transformado em um longa-metragem sueco em 2013. Atualmente Johan Theorin reparte o tempo entre o jornalismo e a escrita dos seus livros.

## Prêmios
Obteve vários prémios, dos quais se destacam o Glass Key, o prêmio de Melhor Livro Sueco em 2009 e o prestigiado CWA International Dagger.

## Adaptações
- Skumtimmen filme de 2013 (wikipedia em inglês)